# Mauro Orbini

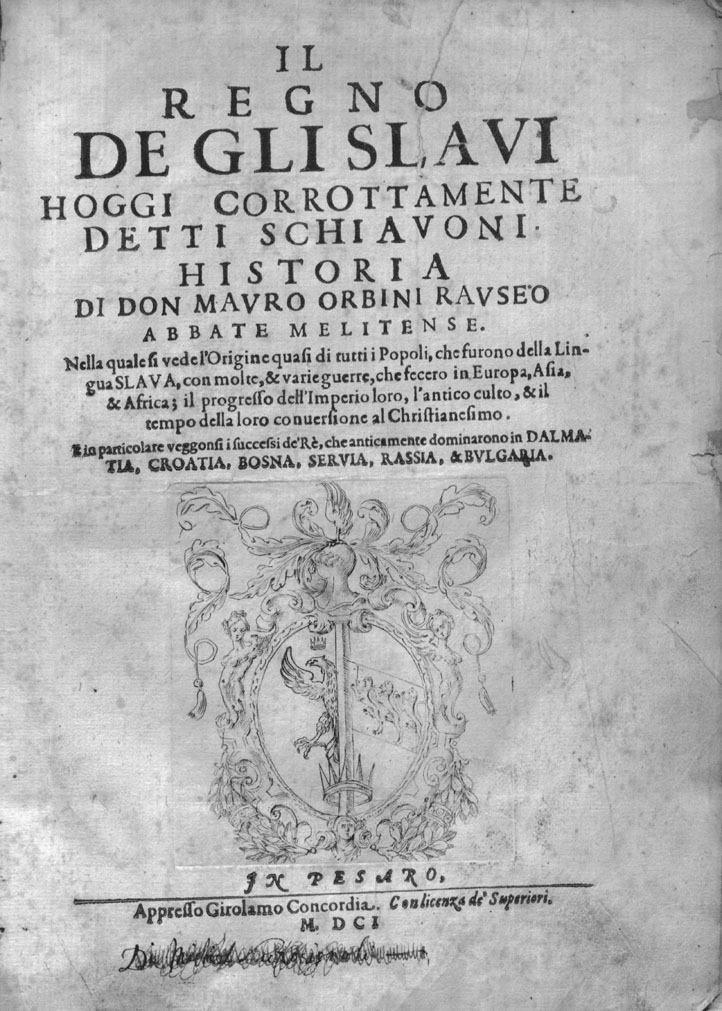
Frontopis „Królestwa Słowian” Maura Orbiniego

Mauro Orbini (także Mavro Orbini, Mauro Orbin lub Mavro Orbin) (poł. XVI w. – 1614) – chorwacki historyk, pisarz i ideolog. Twórca monumentalnego dzieła „Królestwo Słowian”, które znacząco wpłynęło na rozwój słowiańskiej historiografii i ideologii.
Orbini urodził się w miejscowości Dubrowniku, ówczesnej stolicy Republiki Raguzy – wolnej słowiańskiej republiki kupieckiej, ważnym ośrodku handlowym i gospodarczym na wschodnim wybrzeżu Adriatyku. Rodzina Orbiniego pochodziła z Kotoru (obecnie Czarnogóra). Po wstąpieniu do zakonu benedyktynów Orbini przebywał kolejno w klasztorach na wyspie Mljet, następnie w Ston oraz na Węgrzech, gdzie przez pewien czas piastował godność opata klasztoru w Bač (obecnie Serbia).
Jak większość dalmackich humanistów renesansowych, Orbini znajdował się pod silnym wpływem ideologii panslawistycznej, której jednym z głównych teoretyków był Vinko Pribojević. Hołdem dla panslawizmu stało się opus vitae Orbiniego: przesycone mitologią i ideologią pseudohistoryczne „Królestwo Słowian”, opublikowane w języku włoskim w roku 1601 w Pesaro. Książka została przetłumaczona na wiele języków, w tym na rosyjski w roku 1723 przez prawosławnego biskupa i intelektualistę Teofana (Prokopowicza). „Królestwo Słowian” stało się jednym z głównych źródeł wiedzy narodów słowiańskich o własnych korzeniach oraz innych Europejczyków o Słowianach. Książka była również jednym z istotnych elementów rozwoju słowiańskiej ideologii i megalomanii narodowej.
Podobnie jak Pribojević, Orbini utożsamił mitologię iliryjską i słowiańską, przedstawiając dzieje Słowian w ujęciu ahistorycznym. Sławił przede wszystkim słowiańską (głównie polską i rosyjską) wojowniczość i umiłowanie wolności, które pozwoliły im stawiać opór wobec imperiów (Święte Cesarstwo Rzymskie, Imperium osmańskie) oraz Republiki Weneckiej.
Orbini był również autorem wydanej w języku serbsko-chorwackim pracy „Zwierciadło duchowe” („Zrcalo Duhovno”, 1595), streszczonego i przetłumaczonego na włoski przez Angelo Nelliego. Dzieło stanowi ważny przykład rozwoju dalmackiej literatury w XVI wieku.
Twórczość Orbiniego miała duży wpływ na rozwój słowiańskiej historiografii i ideologii. „Królestwo Słowian” stanowiło główne źródło informacji dla Paisjusza Chilendarskiego, autora wydanej w 1762 roku „Słowianobułgarskiej historii”, najważniejszego nowożytnego dzieła bułgarskiej historiografii, choć Chilendarski miał o Orbinim zdanie dość krytyczne (co nie przeszkadzało mu obszernie go cytować).

## Prace
- Zarcalo dvhovno od pocetka i sfarhe xivota coviecanskoga: razdieglieno, i razreyeno u petnaes razgovora, a u stoo, i pedeset dubbia, alliti sumgna poglavitieh. Vcignenieh meyu mesctrom, i gnegoviem vcenijkom. / Istomaceno iz yezikka italianskoga u dubrovacki po D. Mavru Orbinu Dubrovcaninu Opattu od S. Marie od Backe, od Reda Sfetoga Benedikta. (Zwierciadło duchowne...), 1595
- Il regno degli Slavi, Pesaro, 1601.
- Книга историография початия имене, славы и разширения народа славянского, и их цареи и владетелеи под многими имянами, и со многими царствиями, королевствами, и провинциами, 1722.